# Cando (Dakota du Nord)
Pour les articles homonymes, voir Cando.
La ville de Cando (en anglais [ˈkænduː]) est le siège du comté de Towner, dans l’État du Dakota du Nord, aux États-Unis. Sa population s’élevait à 1 117 habitants lors du recensement de 2020.

## Histoire
Cando a été fondée en 1884 en tant que siège du comté de Towner qui venait d’être créé.
Le Great Northern Railway est arrivé à Cando en 1888.
Le nom de la localité provient de la déclaration du capitaine Prosper Parker le 14 février 1884 : « … nous nommons la ville “Cando” pour vous montrer que nous pouvons [en anglais can do] le faire ».
Cando a été incorporée en 1901.

## Démographie
| Groupe            | Cando | Dakota du Nord | États-Unis |
| ----------------- | ----- | -------------- | ---------- |
| Blancs            | 96,1  | 90,0           | 72,4       |
| Amérindiens       | 2,3   | 5,4            | 0,9        |
| Métis             | 1,3   | 1,8            | 2,9        |
| Afro-Américains   | 0,2   | 1,2            | 12,6       |
| Autres            | 0,2   | 1,5            | 11,0       |
| Total             | 100   | 100            | 100        |
|                   |       |                |            |
| Latino-Américains | 0,5   | 2,0            | 16,7       |

Selon l’American Community Survey, pour la période 2011-2015, 99,3 % de la population âgée de plus de 5 ans déclare parler l’anglais à la maison, 0,5 % déclare parler l’allemand et 0,2 % le japonais.
| 1890 | 1900  | 1910  | 1920  | 1930  | 1940  |
| ---- | ----- | ----- | ----- | ----- | ----- |
| 200  | 1 061 | 1 332 | 1 111 | 1 164 | 1 282 |

| 1950  | 1960  | 1970  | 1980  | 1990  | 2000  |
| ----- | ----- | ----- | ----- | ----- | ----- |
| 1 530 | 1 566 | 1 512 | 1 496 | 1 564 | 1 342 |

| 2010  | 2020  | - | - | - | - |
| ----- | ----- | - | - | - | - |
| 1 115 | 1 117 | - | - | - | - |

## Climat
Selon la classification de Köppen, Cando a un climat continental humide, abrégé Dfb.